# Пам'ятник Салавату Юлаєву (Палдіскі)
Пам'ятник Салавату Юлаєву — пам'ятна скульптура герою башкирського народу Салавату Юлаєву у місті Палдіскі в Естонії.
Саме у теперішньому місті Палдіскі Салават Юлаєв помер у 1800 році, пробувши на каторзі. Тому Палдіскі займають важливе місце в історії башкирського народу. При відвідуванні пам'ятника башкири часто читають молитви.
Також у Палдіскі є церква, яку за переказами будував Салават Юлаєв, а також вулиця Салавата Юлаєва, де знаходяться каменоломні, на яких працював герой. У місті діє музей Салавата Юлаєва.